# Museo dell'aceto balsamico tradizionale
Il Museo dell'aceto balsamico tradizionale è un museo gastronomico situato a Spilamberto, in provincia di Modena.
Il museo è allestito all'interno di Villa Comunale Fabriani, elegante edificio del XVIII secolo.

## Esposizione
Inaugurato nel 2002, il museo racconta attraverso uno scenografico percorso espositivo le tecniche e le fasi di produzione dell'aceto balsamico tradizionale, dal vigneto all'acetaia. Il visitatore è portato a scoprire la complessità che si cela dietro a questo prodotto, patrimonio culturale del territorio modenese, la cui produzione è frutto di una tradizione secolare che si tramanda fra le generazioni.
Il museo raccoglie oggetti utili alla comprensione dei metodi di produzione dell'aceto balsamico, alla sua storia e al suo legame col territorio. Di rilievo si segnala l'esposizione di una batteria di botti dei primi anni del XIX secolo. Al termine della visita guidata è possibile anche effettuare una degustazione dell'aceto balsamico tradizionale in una sala apposita.
Il percorso espositivo ha inizio con la proiezione, in una sala dedicata, di un cortometraggio informativo sulla produzione e le caratteristiche del Balsamico Tradizionale. Di particolare rilievo e suggestione la sala in cui è stato riprodotto l'interno di una botte; qui sono raccolti, in sezioni distinte, strumenti legati alle varie fasi di produzione e lavorazione del Balsamico. Segue l'esposizione di oggetti a carattere didascalico e pubblicazioni di valore storico e scientifico, utili a ricostruire la tradizione della produzione del prodotto, che viene menzionato per la prima volta nel 1747, ma con origini indubbiamente più remote.
Anche la Consorteria dell'Aceto Balsamico Tradizionale, associazione culturale nata per la valorizzazione e la tutela del prodotto, trova spazio nel museo con l'esposizione di testimonianze significative della sua storia.
Infine nel sottotetto è collocata l'Acetaia sociale, ambiente in cui si conservano i "vaselli" che formano le batterie per la produzione del Balsamico: in questo ambiente si trova anche un laboratorio di analisi e, in una sala attigua, uno spazio dedicato alla degustazione.